# بخش فشاپویه
| بخش فشاپویه                                      | بخش فشاپویه               |
| ------------------------------------------------ | ------------------------- |
| بخش فشاپویه (رنگ تیره) در شهرستان ری استان تهران |                           |
| اطلاعات                                          |                           |
| کشور                                             | ایران                     |
| استان                                            | تهران                     |
| شهرستان                                          | ری                        |
| مرکز بخش                                         | حسن‌آباد                   |
| جمعیت مرکز بخش (۱۳۹۵)                            | ۵۵٫۱۷۸                    |
| تعداد دهستان‌ها                                   | ۱۲                        |
| وبگاه                                            | http://hassanabadcity.ir/ |
| شهردار                                           | شیرزاد یعقوبی             |

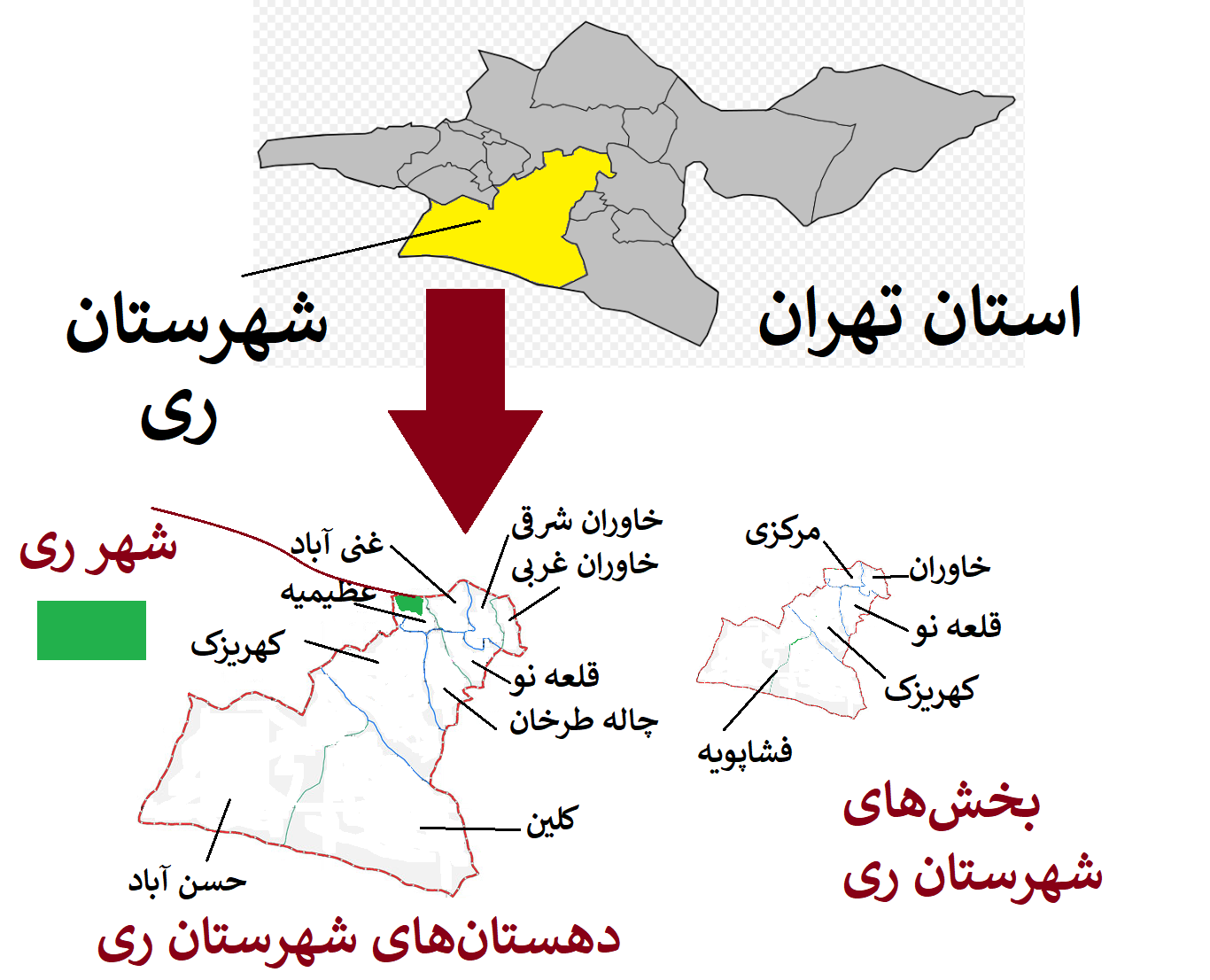
بخش‌ها و دهستان‌های شهرستان ری

بخش فشاپویه (قدیمی‌تر: پشاپویه) از بخش‌های شهرستان ری در استان تهران در ایران است.
این بخش دارای دو دهستان است. فرودگاه بین‌المللی امام خمینی در بخش فشافویه از شهرستان ری واقع شده است.

## تقسیمات کشوری
- بخش فشاپویه
  - شهر حسن‌آباد
  - شهر: حسن‌آباد
  - شهرک‌های مسکونی: احمدیه، بهشت، جانبازان، فرهنگیان
  - روستاها: زیوان، کلین ، خانلق، آراد، محمدآباد، سفرآباد، کوشک، اشتهازان، خمارآباد، قنبرآباد، حصارچوپان ، انیس آباد. کنارگرد

## رود شور فشاپویه
رود شور از استان زنجان سرچشمه گرفته و پس از عبور از استان قزوین و جنوب غرب استان تهران و شهرستان زرندیه، به شهرستان ری می‌رسد. شاخه‌های مشهور این رود عبارتند از: خر رود، ابهررود، کردان، سرود در شهرستان زرندیه.
رود طولانی شور با جهت شمال غربی ـ جنوب شرقی، عرض شهرستان ری را طی می‌کند. این رود از ۶ کیلومتری جنوب حسن‌آباد فشاپویه عبور می‌کند و به شوره‌زار شرق دریاچه حوض سلطان قم می‌ریزد. رود شور در بخشی از شهرستان ری به موازات رود کرج و در جنوب آن و با فاصله متوسط ۱۰ کیلومتری روان است و با طی یک قوس بزرگ راستگرد از فشاپویه ری خارج و به دهستان قمرود شهرستان قم وارد می‌شود. این رود دائمی است و ۴۲۰ کیلومتر طول دارد.

## در منابع قدیمی
در دهخدا در مورد فشاپویه آمده‌است:
پشاپویه. فشافویه. نام بلوکی در جنوب شرقی تهران. دو بلوک غار و پشاپویه از شمال محدود است به کوه سه‌پایه و حومهٔ طهران و کن و از مغرب به شهریار و از جنوب به دریاچهٔ قم و کویر و از مشرق به ورامین، قسمت شمالی آن موسوم به غار و قسمت جنوبی پشاپویه‌است. (از جغرافیای سیاسی کیهان ص ۳۵۸). ناحیت فشافویه، و در او سی پاره دیه‌است. کوشک و علی‌آباد وکیلین [ظاهراً کلین] و جرم و قوج آغاز، معظم قرای آنجاست. (نزهةالقلوب حمداﷲ مستوفی ص ۵۴). و هم چنین در ولایت نشابوریه [ظ. پشاپویه] و [در] شهریار، پشتهٔ سرخی است در زیر آن پشته غاریست و در آن غار مثال پستانهای شتر آویخته‌است و ازو قطرات می‌چکد و در اکثر اوقات آن غار از آن قطرات پرآب است و مردم معلول را مفید است و به تبرک بجایها برند و گویند از برکت امامزاده‌است که در آن نواحی آسوده‌است. (نزهةالقلوب ص ۲۸۷ از تحفةالغرایب).
در سال ۱۳۱۰ خورشیدی تهران یکی از ۲۷ ایالت ایران و پشاپویه یکی از ۱۲ ولایت آن بود. در سال ۱۳۵۵ خورشیدی، شهرستان تهران پنج بخش داشت به نام‌های حومه، رودبار قَصْران، لواسانات، ری و فَشافویه‌/پشاپویه و دارای سه شهر تهران، اوشان، فشم، میگون، و فرحناز بود و جزو استان مرکزی به‌شمار می‌آمد.